# Jacques Bardoul
Pour les articles homonymes, voir Bardoul.
Jacques Bardoul, né à Pléchâtel (Bretagne), est un chevalier, animé de foi chrétienne, appartenant à l'ordre de Saint-Jean de Jérusalem, défenseur de Rhodes en 1480 sous les ordres du grand maître Pierre d'Aubusson,.

## Biographie
Jacques Bardoul naît au château du Plessis-Bardoul ou Plessis-Bardoult (XVe siècle) sur la commune de Pléchâtel en Ille-et-Vilaine, près des Landes de Bagaron et du Chêne de Breslon. Il est de la famille de Foulque Bardoul, seigneur breton devenu Garde des sceaux de France (1349). 

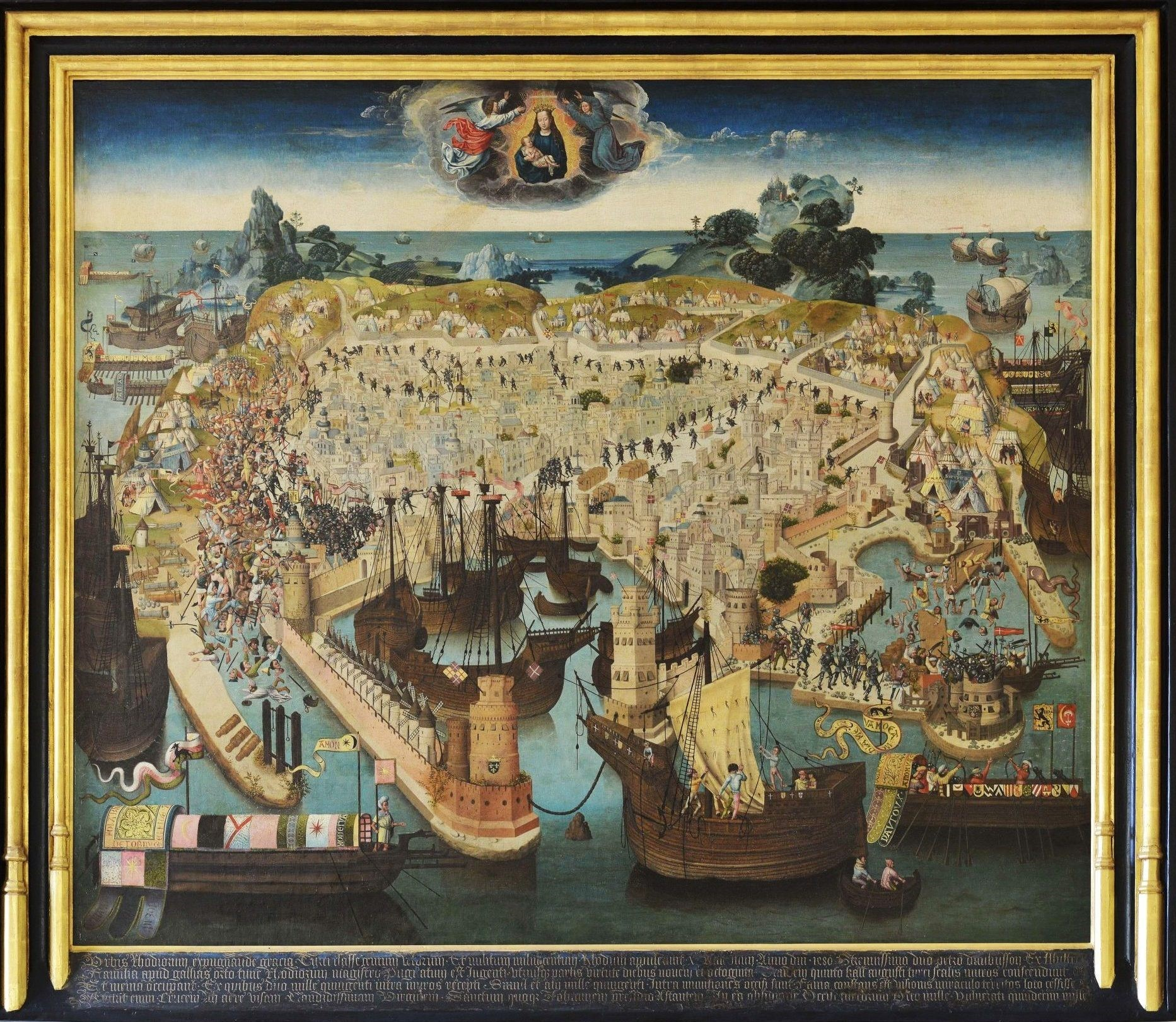
Le Siège de Rhodes par les Turcs en 1480.

Recruté à Bordeaux par Antoine d’Aubusson (prieuré d'Aquitaine), Jacques Bardoul défend Rhodes, assiégée par une armée conduite par le sultan ottoman Mehmed II. Au cours des combats, le grand maître Pierre d'Aubusson est blessé à plusieurs reprises. Après trois assauts turcs et deux mois de luttes, le 18 août 1480, les Ottomans lèvent le siège, laissant la victoire aux Hospitaliers de Saint-Jean de Jérusalem. Ses compagnons étaient : les chevaliers Antoine Chabot, Pierre Foullet, Charles Capron, Antoine de Fervesai, Jean de la Haye, Milon-Saint-Léger, Pierre de Cluix, Philippe de Cluix et Renaud de Comblanc.
L’historien et écrivain Adolphe Orain (1834-1918), s’est inspiré des combats du croisé Jacques Bardoul ou d’un membre de la famille Bardoul, pour écrire son conte intitulé « Le Rocher d’Uzel » . Ce rocher est situé à 2 kilomètres du château du Plessis-Bardoul. Dans ce conte, le héros est Louis du Plessis (Louis du Plessis-Bardoul). « Lors d’une croisade en Terre Sainte, un jeune homme de la paroisse de Pléchâtel fut un des premiers à s’enrôler… il habitait le manoir du Plessis-Bardoul… »